# Chaetodera
Chaetodera es un género de coleópteros adéfagos de la familia Carabidae. 

## Especies
Contiene las siguientes especies:
- Chaetodera albina (Wiedemann, 1819)
- Chaetodera andriana (Alluaud, 1900)
- Chaetodera antatsima (Alluaud, 1902)
- Chaetodera blanchardi (Fairmaire, 1882)
- Chaetodera laetescripta (Motschulsky, 1860)
- Chaetodera maheva (Kunckel d'Herculais, 1887)
- Chaetodera perrieri (Fairmaire, 1897)
- Chaetodera regalis (Dejean, 1831)
- Chaetodera vigintiguttata (Herbst, 1806)